# Ambassade d'Algérie en Australie
L'ambassade d'Algérie en Australie est la représentation diplomatique de la République algérienne auprès du Commonwealth de l'Australie. Elle est située à Canberra, la capitale du pays.